# Praça Eugênio Jardim
A Praça Eugênio Jardim está localizada no encontro das ruas Xavier da Silveira, Miguel Lemos e Henrique Dodworth, em Copacabana. Atualmente a praça detém a Estação Cantagalo de metrô.
A praça recebeu esse nome em homenagem ao bombeiro Eugênio Rodrigues Jardim nascido em 1858 em Goiás, que foi o responsável pelo assentamento da praça em 1875.